# آنت دوشارم
آنت دوشارم (به انگلیسی: Annette Ducharme؛ زادهٔ ۲۳ فوریه) مشهور به آنت (به انگلیسی: Anet) موسیقی‌دان و ترانه‌پرداز کانادایی می‌باشد. وی بیشتر به‌عنوان ترانه‌نویس هنرمندان دیگر شناخته می‌شود از جمله تام کاکرین و لارنس گوان، اما همچنین چندین آلبوم به‌عنوان هنرمند مستقل و نیز به‌عنوان عضو گروه براورز-دوشارم (در کنار جیمز باوئرز) منتشر کرده است.

## تاریخچه

### ۱۹۸۹-۱۹۹۲
دوشارم در سال ۱۹۸۹ نخستین آلبوم استودیویی خود را تحت عنوان دختر آبی منتشر نمود. تک‌آهنگ اصلی این آلبوم «» در ۱۲ ژوئن ۱۹۸۹ در رتبهٔ ۵۱ جدول تک‌آهنگ‌های RPM قرار گرفت.

### ۱۹۹۳–۱۹۹۶: بلس رکوردز وباهاش در نیوفت
وی در سال ۱۹۹۳ ناشر موسیقی خود را به‌نام بلس رکوردز راه‌اندازی کرد. دوشارم در سال ۱۹۹۶ تک‌آهنگ «نظرتو عوض کن» را به‌عنوان تک‌آهنگ اصلی از آلبوم باهاش در نیوفت (که به‌طور بین‌المللی با نام شکوفه شناخته می‌شود) منتشر کرد.

### ۱۹۹۷–۲۰۰۲:رنجیدهودختر مستعد
دوشارم در ۲ ژوئیهٔ سال ۲۰۰۲ پنجمین آلبوم استودیویی خود را تحت عنوان دختر مستعد تحت سکستنت رکوردز منتشر کرد. ترانه «نیکوتین» از این آلبوم، در موسیقی‌متن فیلم درام سیزده محصول سال ۲۰۰۳ قرار گرفت.